# Iulia Serviana Paulina
Julia Serviana Paulina est une personnalité féminine romaine du IIe siècle. Elle est la fille d Lucius Julius Ursus Servianus et de sa femme Aelia Domitia Paulina, la femme de Gnaeus Pedanius Fuscus Salinator et la mère de Gnaeus Pedanius Fuscus.

## Famille

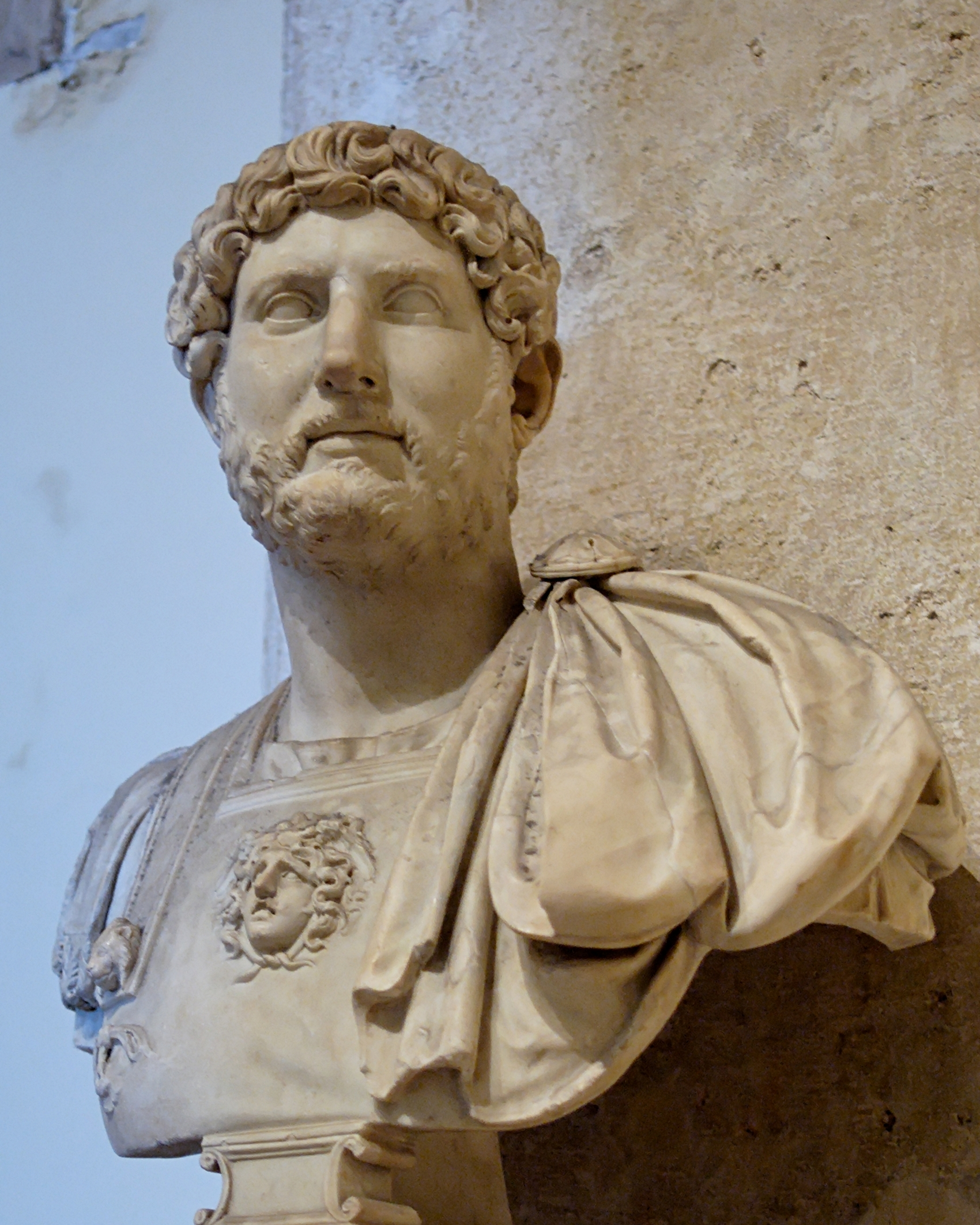
L'empereur Hadrien (117 à 138), oncle maternel de Julia Serviana Paulina.

Elle est la fille de Lucius Iulius Ursus Servianus, trois fois consul sous trois empereurs différents, suffect en 90 sous Domitien, éponyme en 102 sous Trajan et une deuxième fois éponyme en 134 sous Hadrien, son beau-frère. C'est le dernier à occuper le consulat plus de deux fois autre que les empereurs et les Césars. Sa mère est Aelia Domitia Paulina, d'une trentaine d'années plus jeune que Servianus, et sœur aînée du futur empereur Hadrien,.
Elle naît dans la première partie du règne de Trajan. Vers 106/107, elle épouse Cnaeus Pedanius Fuscus Salinator, un futur consulaire et sénateur romain hispanique. Pline le Jeune envoie à son ami Servianus et à sa femme Paulina une lettre de félicitations pour ce mariage, Fuscus Salinator étant un de ses protégés,. Le couple a un fils, Cnaeus Pedanius Fuscus.
On ignore quand elle décède, probablement avant la fin du règne de son oncle à l'instar de son mari Gnaeus Pedanius Fuscus Salinator.
À la fin de son règne, Hadrien aurait pensé d'abord à son père Servianus comme successeur potentiel,, mais il le trouve trop âgé : il a dépassé les quatre-vingt-dix ans. On parle alors du petit-fils de Servianus, le fils de Serviana, Cnaeus Pedanius Fuscus, un tout jeune homme comme possible héritier. Mais en 136, Hadrien adopte Lucius Ceionus Commodus, qui prend le nom de Lucius Aelius Caesar. Il contraint alors Servianus et Fuscus au suicide pour ne pas qu'ils mettent en danger la succession,,,, sous prétexte qu'ils auraient désapprouvé cette élection et qu'ils aspireraient à l'Empire.

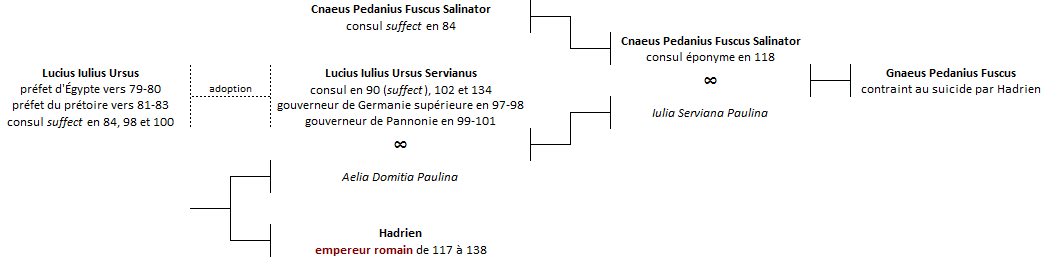
Famille des Iulii Ursi et des Pedanii Fusci sous les Flaviens et les Antonins. Arbre non exhaustif.